# 上条愛一
上条 愛一（上條、かみじょう あいいち、1894年（明治27年）10月2日 - 1969年（昭和44年）2月18日）は、日本の労働運動家、政治家。参議院議員（2期）。

## 経歴
長野県東筑摩郡今井村（現松本市）で生まれた。旧制松本中学（現長野県松本深志高等学校）卒業後、代用教員を経て、1920年、早稲田大学政治経済科を卒業。同年、読売新聞社に記者として入社した。
1920年、大日本労働総同盟友愛会東京連合会書記に就任。1925年、第7回国際労働総会に日本労働代表随員として渡欧した。その後、日本労農党、日本労働組合同盟の結成に参画し、1936年、日本労働組合会議書記長に就任した。
戦後、日本社会党に入党し、日本労働組合総同盟（総同盟）全繊同盟総主事、総同盟副会長、中央労働委員会労働者側委員、全繊同盟政治顧問などを歴任した。
1950年6月、第2回参議院議員通常選挙に全国区から出馬して当選。1956年7月、第4回参議院議員通常選挙で全国区から出馬し落選したが、補欠当選者小西英雄（任期3年）について当選無効の訴訟を提起して勝訴し、1959年2月23日に更正決定によって当選者となり、参議院議員を2期務めた。この間、参議院厚生委員長を務めた。1960年、民主社会党の結成に加わった。
1964年秋の褒章で長年にわたって労働組合要職に就いて労働者の教育啓蒙をするなど労働運動の健全な発展に寄与したとして藍綬褒章受章。
1969年2月18日死去、74歳。死没日をもって勲三等旭日中綬章追贈、従四位に叙される。

## 著作
- 『英国労働党発達史』科学思想普及会、1924年。
- 『無産党の戦術』第一出版社、1928年。
- 『労働運動夜話』一灯書房、1950年。
- 『日本の繊維産業』春秋社、1953年。

## 伝記
- 『上条愛一・その人と歩み』「上条愛一・その人と歩み」刊行会、1969年。